# Riaguas de San Bartolomé
Riaguas de San Bartolomé es un municipio y localidad española de la provincia de Segovia, en la comunidad autónoma de Castilla y León. Su término municipal cuenta con 27 habitantes (INE 2024).
Dentro de su término municipal se encuentra el despoblado de Briongos.

## Geografía

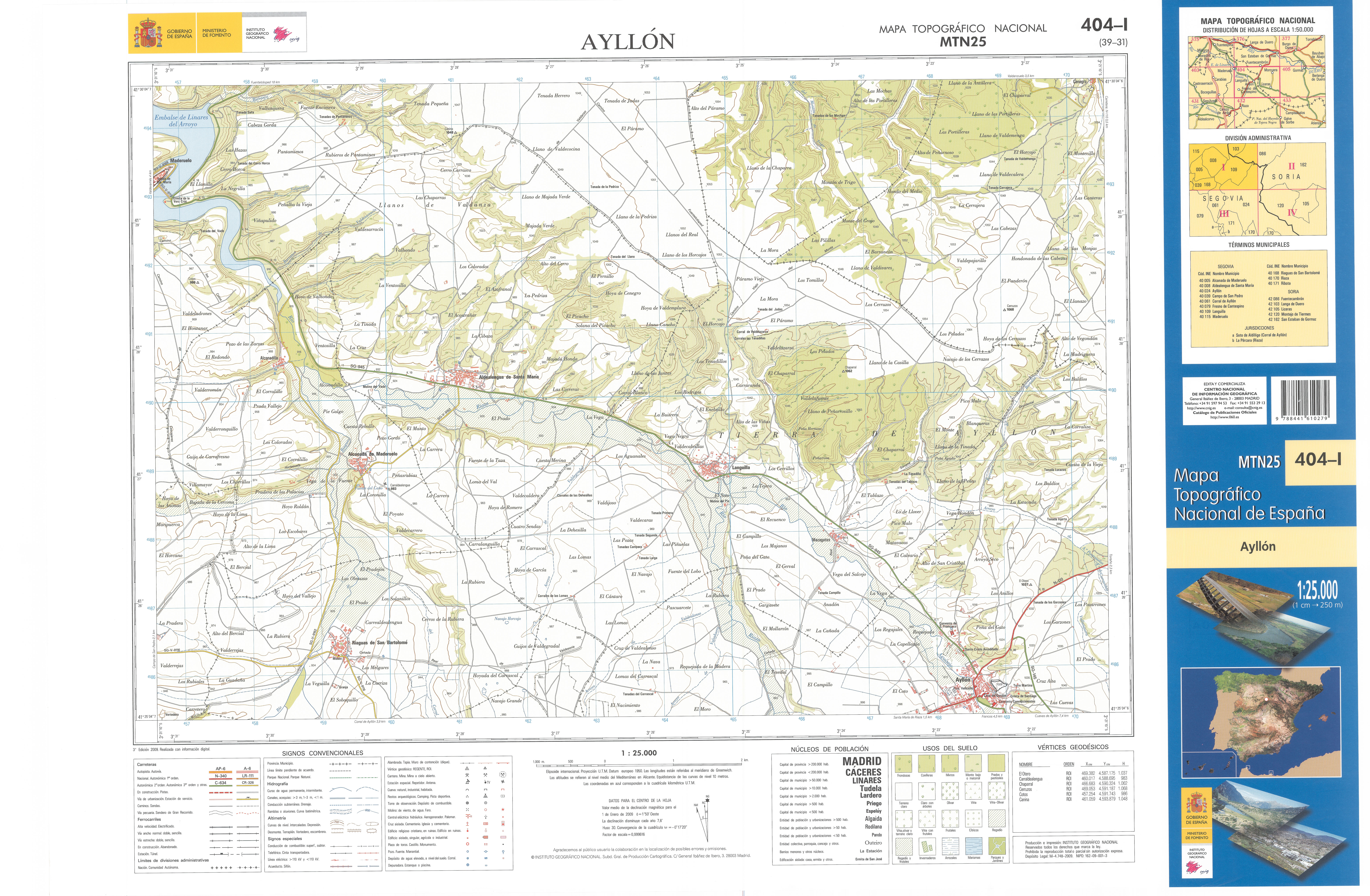
Fragmento de la hoja 404 del Mapa Topográfico Nacional de España de 2009 en el que se representa parte de Riaguas de San Bartolomé

La localidad se encuentra en la ribera derecha del río de Riaguas y a pocos metros de los arroyos afluentes de los Arenales y de la Dehesa de la Vega al sur y del arroyo del Corral al norte.

Su zona urbanizada está atravesada por la SG-V-9116 que conecta con al este con la N-110 en Saldaña de Ayllón y al oeste recorre unos pocos metros cruzando el río por dos puentes para llegar a la SG-V-9162, esta conecta las proximidades del pueblo con Campo de San Pedro al oeste y la SG-945 en Aldealengua de Santa María al norte.
| Noroeste: Campo de San Pedro   | Norte: Alconada de Maderuelo                | Noreste: Languilla                |
| Oeste: Campo de San Pedro      |                                             | Este: Languilla, Corral de Ayllón |
| Suroeste: Fresno de Cantespino | Sur: Fresno de Cantespino, Corral de Ayllón | Sureste: Corral de Ayllón         |

## Toponimia
En el siglo XII la población es mencionada como Río Daguas, pasando en el siglo XVI a ser Riaguas y finalmente, antes de 1749 tomó el apellido de San Bartolomé en honor a su patrón y advocación de la iglesia parroquial. Aunque algunas publicaciones afirman que fue en 1845 el momento de la adopción del nombre, en el Catastro de Ensenada de 1749 ya aparece con él completo.

## Historia
En el entorno del despoblado medieval de Briongos existen restos de un asentamiento romano, que incluye un mosaico y un capitel datado en el siglo I que fue trasladado al Museo de Segovia. Este pudo desaparecer o quedar casi despoblado tras la Conquista omeya de Hispania; el lugar es conocido por el topónimo de Pozo de la Ermita ya que antaño existieron restos de una ermita que se reutilizaron en la iglesia parroquial.
Fue fundado o repoblado durante la Reconquista a expensas de la Comunidad de Villa y Tierra de Maderuelo, quedando encuadrado en esta desde entonces.
Se sabe que durante el siglo XV Diego de Rueda, regidor de Segovia, arrendaba las tercias de Riaguas al igual que las de Maderuelo al marqués de Villena Diego López Pacheco y Portocarrero. En 1643, Riaguas adquirirá el título de villa con jurisdicción sobre su término municipal, para lo cual se hizo un pago de 32 032 reales a Diego López Pacheco y Portugal, descendiente del anterior.
Tras sufrir un gran éxodo rural desde las décadas de 1950 y 1960, su economía local sigue ligada a la agricultura y a la ganadería.

## Demografía
Cuenta con una población de 27 habitantes (INE 2024).
| Gráfica de evolución demográfica de Riaguas de San Bartolomé entre 1842 y 2021                                        |
| |
| Población de derecho según los censos de población del INE. Población de hecho según los censos de población del INE. |

## Administración y política
| Periodo   | Nombre                                                            | Partido | Partido   |
| --------- | ----------------------------------------------------------------- | ------- | --------- |
| 1979-1983 | Pedro Miguel Guijarro                                             |         | UCD       |
| 1983-1987 | Pedro Miguel Guijarro                                             |         | AP-PDP-UL |
| 1987-1991 | Pedro Miguel Guijarro                                             |         | PDP       |

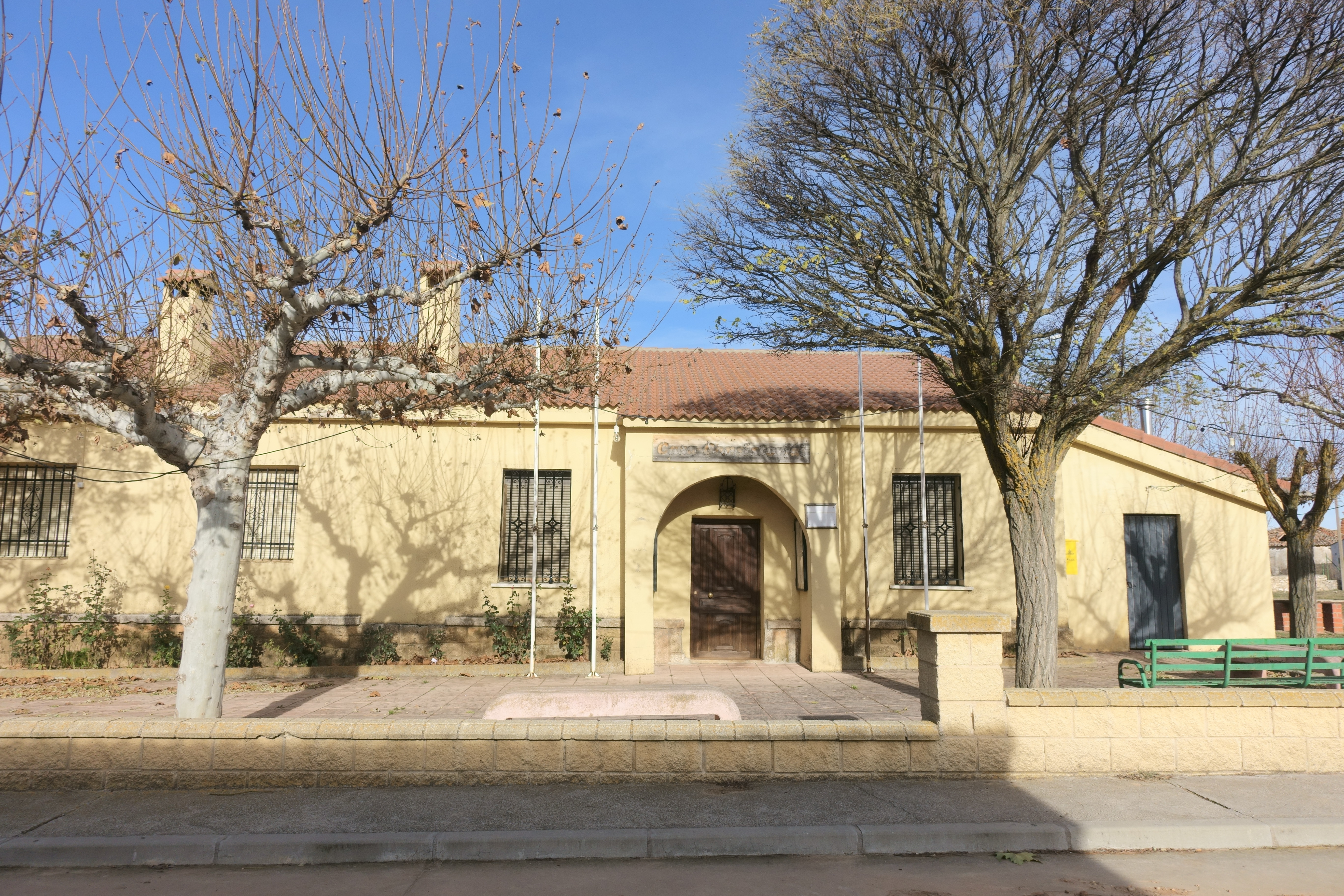
Casa consistorial

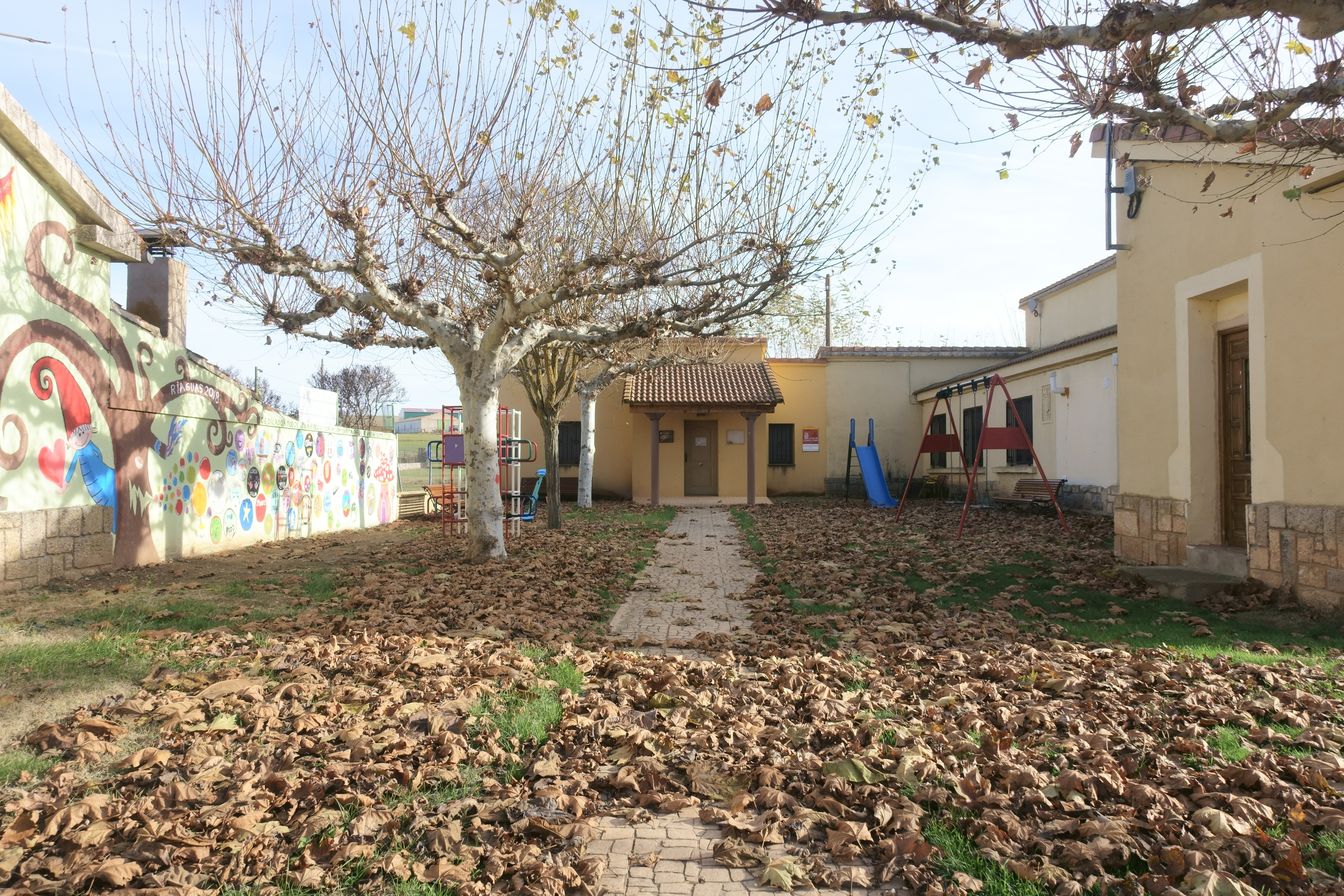
Consultorio de salud del municipio

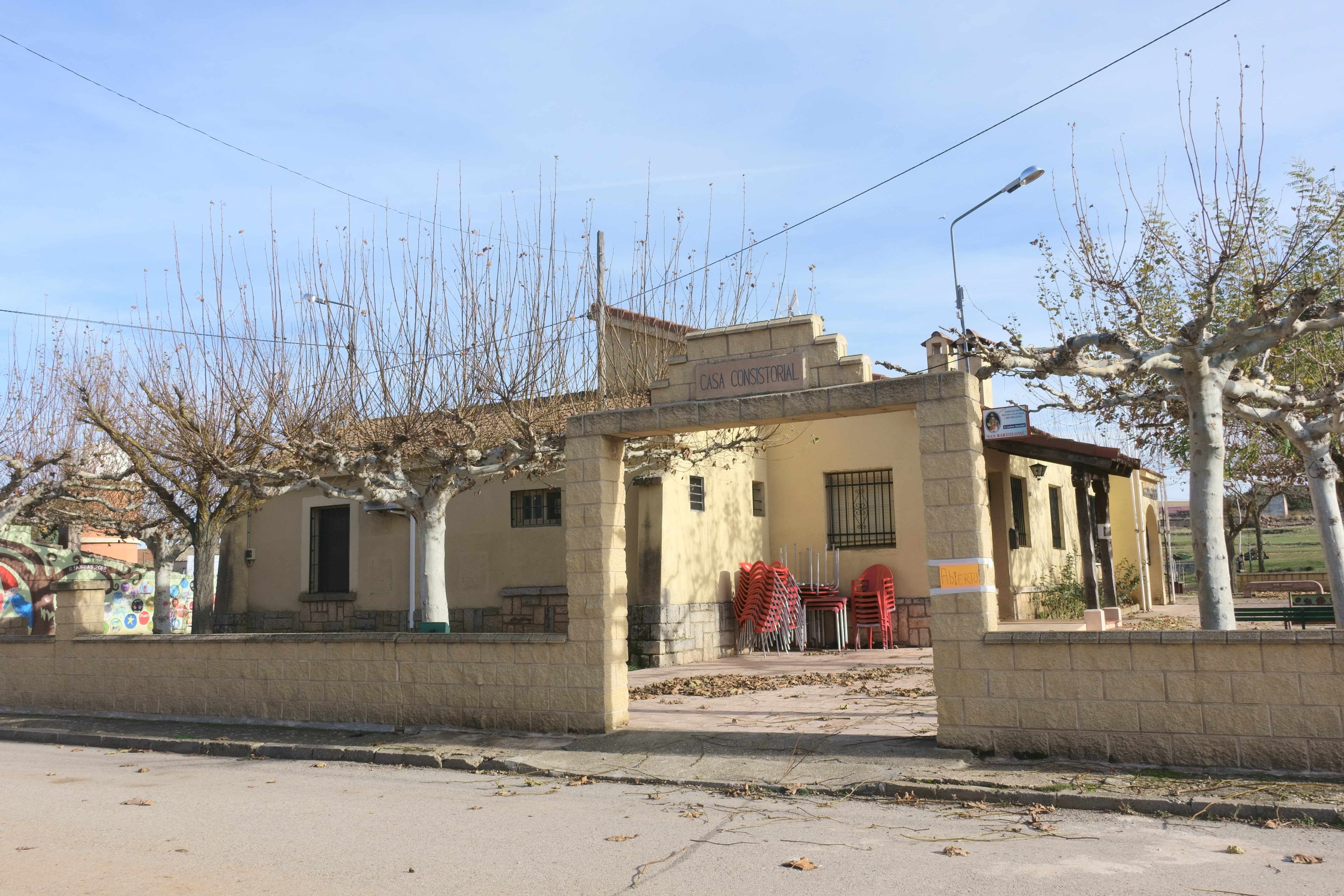
Casa consistorial

| 1991-1995 | Félix de Dios de la Iglesia                                       |         | PP        |
| 1995-1999 | Pedro Miguel Guijarro (1995-1998)Jesús Moreno de Dios (1998-1999) |         | PP PSOE   |
| 1999-2003 | Jesús Rueda Rueda                                                 |         | PP        |
| 2003-2007 | Jesús Rueda Rueda                                                 |         | PP        |
| 2007-2011 | Yolanda Ponce Sanz                                                |         | PSOE      |
| 2011-2015 | Jesús Lucía Pérez                                                 |         | PP        |
| 2015-2019 | María Esther Miguel Nuño                                          |         | PP        |
| 2019-2023 | Jesús Lucía Pérez                                                 |         | PP        |
| 2023-act. | Luis Fernando Pérez Peña                                          |         | PSOE      |

Elecciones a la Diputación Provincial
El municipio pertenece al distrito electoral del partido judicial de Riaza en la Diputación Provincial de Segovia.

## Cultura

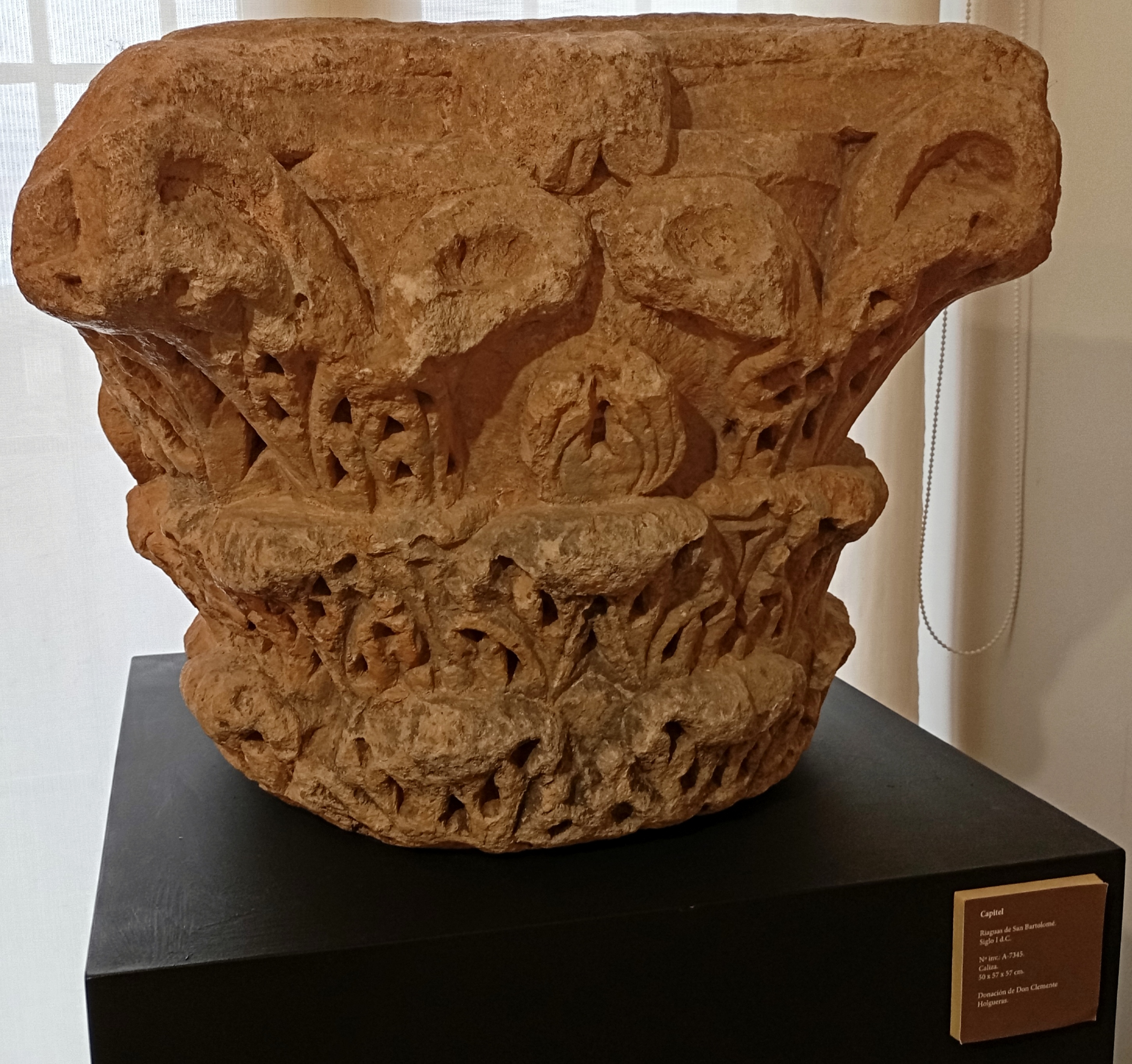
Capitel romano hallado en las proximidades de Riaguas, hoy expuesto en el Museo de Segovia

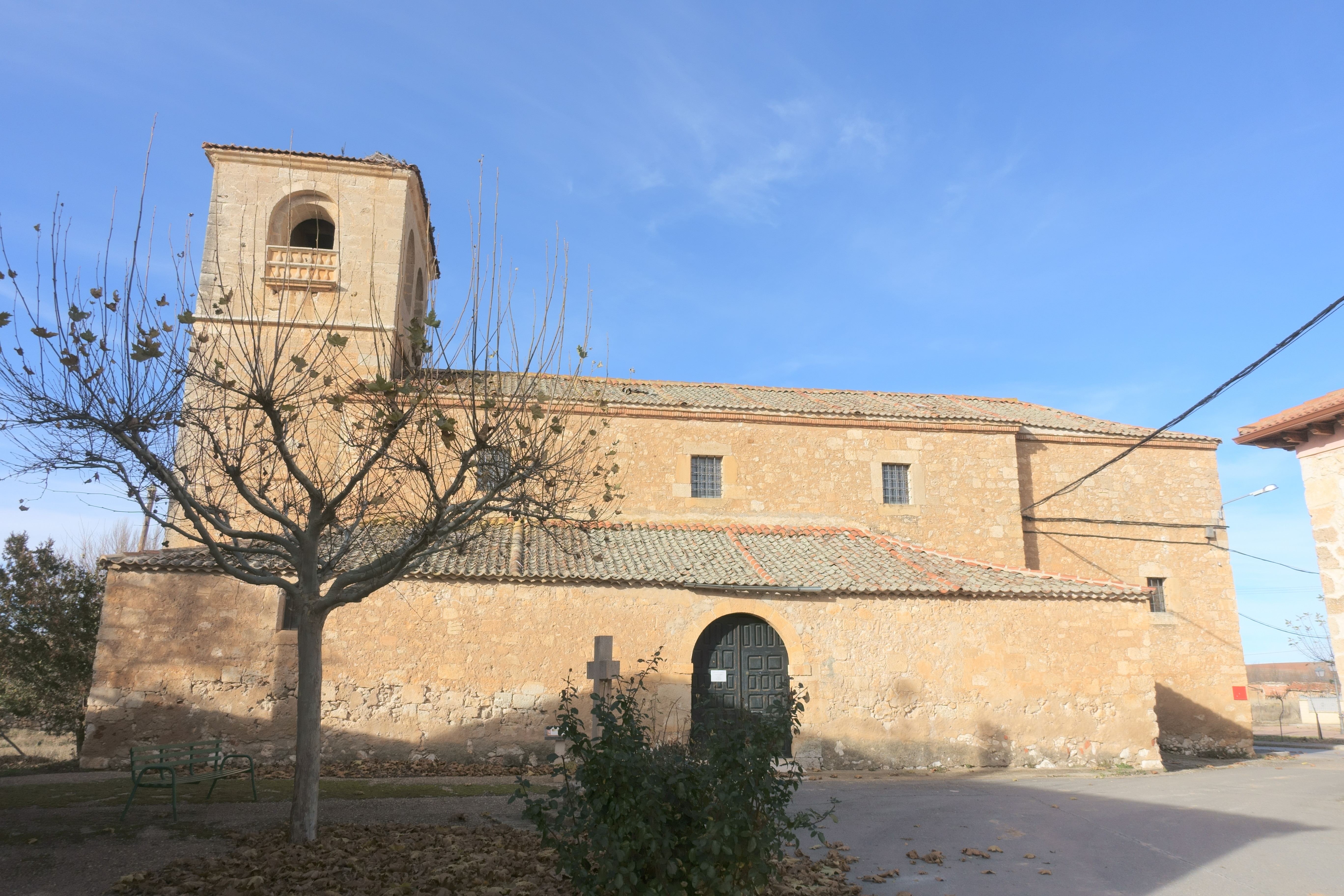
Iglesia de San Bartolomé

### Patrimonio
- Iglesia parroquial de San Bartolomé, edificio barroco de una nave, dentro destaca su pila bautismal románica, sus retablos barrocos y una cruz procesional gótica, hecha en Segovia por el platero Juan Yáñez a finales del siglo XV. Existe una colonia de cigüeñas en su torre.
- Observatorio Astronómico de Riaguas (OAR), antiguo depósito de agua potable rehabilitado como observatorio astronómico de dos plantas unidas por una escalera de caracol. Está en manos del Ayuntamiento y la Junta de Castilla y León con la colaboración de una asociación de El Espinar, aprovechando la poca contaminación lumínica de la zona. Cuenta con dos telescopios de tipo Schmidt y un avanzado equipo electrónico y digital que monitoriza varias cámaras. Está abierto al uso local y turístico.
- Antigua fragua, convertida en museo tras su rehabilitación de su edificio. Muestra es proceso de forjado y sus utensilios y elementos originales. Sirvió para la elaboración de arados, piezas de hierro y madera, herraduras o carros.
- Antiguos lavaderos, está próxima a la fuente y abrevadero y conserva las piletas.
- Antiguo puente denominado Puente Viejo.
- Frontón para el juego de Pelota Segoviana.
- Yacimiento romano (siglos I-III d. C.) junto al despoblado medieval de Briongos (41°26′00″N 3°29′00″O / 41.4333, -3.4833,) algunos de sus restos más destacados, un mosaico y un capitel, fueron trasladados al Museo de Segovia[1][10][11]

### Fiestas
- Santa Águeda, el primer sábado de febrero, desde los últimos tiempos incluye elecciones para una alcaldesa y una vocal.
- Romería de Hornuez, a la que acuden los vecinos el último domingo de mayo, tiene lugar en la Ermita de Moral de Hornuez.
- San Isidro Labrador, 15 de mayo.
- Virgen del Carmen, el sábado siguiente al 16 de julio.
- San Bartolomé, patronales, el 24 de agosto, incluye bailes ante el Santo mientras es sacado en procesión.[1]

### Gastronomía
Durante las fiestas son realizados concursos diversos como el de tortilla española, además destaca en la cocina local:
- Lechazo asado.
- Chuletillas de cordero, comidas en reunión social.
- Calderetas populares.
- Comidas de hermandad.[7]